# Mu'allaqât
Les Mu'allaqāt (arabe : ٱلْمُعَلَّقَات), les Suspendues ou les Pendentifs, sont un ensemble de qasidas préislamiques jugées exemplaires par les poètes et les critiques arabes médiévaux. Rassemblées à la même époque que les Asma'iyyât et les Mufaddaliyyât, les Mu'allaqât constituent la plus célèbre des anthologies de la poésie pré-islamique. Elles occupent une place centrale dans la littérature arabe, où elles représentent les pièces les plus excellentes d'une poésie qui fournit à l'époque classique ses genres majeurs, ses valeurs et ses thèmes paradigmatiques. 
Le terme Mu'allaqât signifie littéralement « Suspendues ». L'interprétation la plus ancienne et la plus populaire mais à considérer avec prudence, apparue au IXe siècle, veut que ces odes aient été jugées si excellentes qu'elles auraient été brodées en lettres d'or puis suspendues à la Ka'ba de La Mecque. 

## Arrière-plan historique
Au VIe siècle, on considère que l'Arabie préislamique s'étend d'est en ouest du Yémen à la Syrie, et vers le nord jusqu'au sud de l'Irak actuel. Cette période est marquée par un état de guerre perpétuelle entre l'Empire byzantin et l'Empire perse sassanide, lesquels se disputent l'influence sur la péninsule à travers leurs vassaux arabes respectifs, les royaumes ghassanides et lakhmides.
Le VIe siècle voit aussi le déclin du royaume d’Himyar, accéléré par l'invasion du royaume d'Aksoum en 525, et traditionnellement lié à la rupture définitive de la Digue de Ma'rib vers 570. L'assassinat d'al-Hârith, roi des Kinda et grand-père d'Imrou'l Qays, ainsi que la chute d’Himyar, furent deux événements à l'origine de l'éclatement et de la dispersion de la puissante tribu des Kinda dans les années 530. 
Enfin, chez les Bédouins semi-nomades du centre de la péninsule, la première moitié du VIe siècle est marquée par deux longues guerres entre tribus : la guerre de Basous, entre les tribus de Bakr et Taghlib, et la guerre de Dahis et Ghabra entre 'Abs et Dhubyân.

## Description

### Le nombre
Les Mu'allaqāt sont un ensemble de poèmes préislamique arabes. Ces poèmes sont au nombre de sept ou dix, selon les sources. Les sept traduites par P. Larcher sont celles d'Imru' al-Qays, Tarafa, Zuhayr, Labîd, ‘Antara, ‘Amr ibn Kulthûm et al-Hârît b. Hilizza. Pour l'auteur, le nombre original de poèmes est sept, mais ceux-ci possédaient plusieurs versions. Les nombres 9 et 10 seraient liés aux « entrecroisement[s] de ces différentes versions ». Ainsi, « il n'y avait jamais eu Sept, Neuf ou Dix Mu'allaqat, mais seulement des versions différentes des Sept poèmes, dont nous n'avons plus que deux, et ayant abouti, par croisement, a des recueils de plus de Sept, en l’espèce Neuf et Dix. » 

### Étymologie
L'interprétation la plus ancienne et la plus populaire, apparue au ixe siècle, veut que ces odes aient été jugées si excellentes qu'elles auraient été brodées en lettres d'or puis suspendues à la Ka'ba de La Mecque. Cette origine étymologique doit être considérée avec prudence et était déjà contestée au Xe siècle. Pour Zaghouani-Dhaouadi, « "dans une civilisation marquée par l'oralité, il est peu probable que pour exprimer la valeur d'une œuvre littéraire on choisisse de la mettre par écrit ", il n'y aurait cependant aucun signe matériel d'une telle pratique et sa valeur historique ne peut être vérifiée. » Le récit de suspension des Mu'allaqat au mur de la Ka'ba de la Mecque renvoi plus probablement à un processus de déplacement géographique de l'histoire de la langue arabe à des fins théologiques.
Plus vraisemblablement, le terme renverrait aux colliers ou aux « parures » : la comparaison de la bonne poésie à un collier fait de perles « bien enfilées » (ou à un tissu léger) est en effet un lieu commun dans la littérature arabe dès l'époque préislamique. Cette idée se retrouve dans le surnom de « sumût » donné dans la Jamhara.

## Historique
Les Mu‘allaqât sont un ensemble de textes qui remontent au Ve – VIIe siècle.Il semblerait que cette anthologie ait été réunie au milieu du VIIIe siècle par Hammâd Al-Râwiya mais n'était connu au IXe siècle que sous le nom de « Les sept ». C'est probablement à cette période qu'apparait le nom d'origine incertaine Mu'allaqāt. Trois phases dans l'élaboration du corpus de la poésie préislamique peuvent être identifiées : la première est celle de la création et de la transmission orale des poésies, la seconde est celle de l'oralité mixte à l'époque omeyyades (avec épuration des textes, multiplication des apocryphes...) et, enfin, la consignation écrite à l'époque abbasside.  
Les incertitudes autour de la collecte de ces poésies ont fait que les attributions « doivent être fortement considéré avec prudence ». Les années 1920 ont vu l'apparition d'une mise en doute de l'authenticité de la poésie préislamique. Ces textes posent deux problèmes : « d'un côté, l'absence d'une langue arabe écrite et donc l'importance de la transmission orale dans la production poétique ; de l'autre, le regroupement et la transmission de la majeure partie du corpus poétique préislamique par un certain Hammâd al-Râwiya qui, semblait-il, maîtrisait l'art de fabriquer des apocryphes. ». La question de l'authenticité de la poésie préislamique a fait l'objet d'une attention quasi-exclusive de la part des orientalistes arabisants. « La datation précise de leur composition, les variations attestées a` l'intérieur d'un même poème, les noms des auteurs, et plus radicalement encore l'authenticité même de ces odes » font partie de ces « problèmes qui resteront peut-être sans réponse irréfragable ».
Au delà des problèmes ordinaires (syntaxe, vocabulaire, contexte) que pose la traduction de ces textes, la Mu'allaqa de al-Hārit b. Hilliza possède plusieurs versions, en particulier sur l'ordre des vers. Elle est considérée, par les orientalistes comme linguistiquement difficile et à l' » authenticité plus que douteuse ».

## Reception et traductions
Les Mu'allaqāt sont l'anthologie la plus célèbre de poésies pré-islamiques. En cela, elles ont eu un effet « occultant » sur la recherche critique occidentale.  
Ces textes sont considérés comme fondateurs pour la poésie classique. « L'esprit, les thèmes et le vocabulaire même des Mu‘allaqāt n'ont pas disparu tout à fait avec elles. Et pas seulement pour les premières décennies de l'islam, mais jusqu'en pleine époque des califes abbassides de Bagdad. ». De cette période ancienne, Mutanabbī (915-965) est l'un des auteurs qui en fut le plus proche. En 1999, Bencheikh a mis en évidence l'existence d' « insérés bachiques » dans les Mu‘allaqāt (environ 5% du corpus). « Les racines de la tradition bachique remontent à l'ère préislamique ». Cette thématique pendra son essor sous les abbassides.
Ces poèmes ont fait l'objet de plusieurs traductions en français. Celle de Sylvestre de Sacy (1816) est une traduction philologique. Celle d'André Miquel (1992) est davantage poétique. Une traduction récente, prenant en compte les variations textuelles et la structure poétique, est celle de P. Larcher,. D'autres auteurs contemporains, comme Jean-Jacques Schmidt ou Jacques Berque, ont traduit certains de ces poèmes. Encensée par les recenseurs, la traduction de P. Larcher est considérée comme « la plus savante, la plus technique, la plus pointue » mais aussi « la plus poétique parce que la plus forte en expressivité, la plus percutante et véridique, la plus exactement littéraire ».

### Sources
- Armand-Pierre Caussin de Perceval, Essai sur l'histoire des Arabes avant l'islamisme, 2 tomes, Paris, Firmin Didot frères, 1847 – Première traduction en français des Mu'allaqât.
- Jean-Jacques Schmidt, Les Mou'allaqât, Poésie arabe pré-islamique, Paris, Éditions Seghers, 1978.
- Jacques Berque, Les dix grandes odes arabes de l'Anté-Islam - Une nouvelle traduction des Mu'allaqât, Arles, Éditions Sindbad, 1979 (ISBN 2-7274-3493-6).
- Pierre Larcher, Les Mu'allaqât. Les sept poèmes préislamiques, préfacés par André Miquel, coll. Les immémoriaux, Fata Morgana, 2000  (ISBN 2-85194-505-X), 2e édition 2015  (ISBN 978-2-85194-924-0)
- Pierre Larcher, Le Guetteur de mirages. Cinq poèmes préislamiques, coll. La petite bibliothèque de Sindbad, Arles, Sindbad/Actes Sud, 2004  (ISBN 2-7427-4648-X)
- Heidi Toelle, Les Suspendues (Al-Mu'Allaqât), Paris, Éditions Flammarion, 2009 (ISBN 978-2-0807-1241-7).